# Groot-Somalië

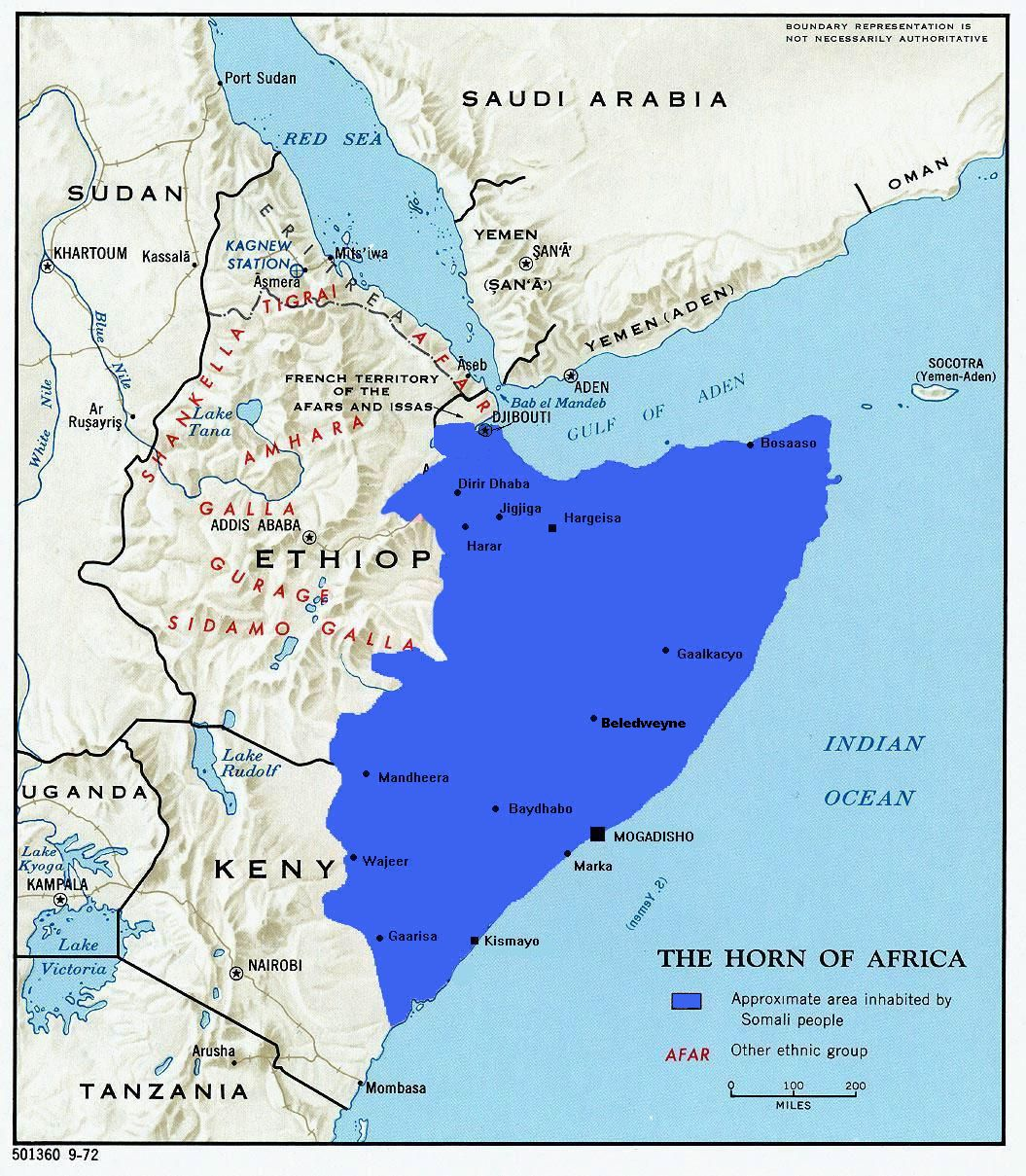
Het blauwe gedeelte wordt hoofdzakelijk bewoond door Somaliërs

Groot-Somalië (Somalisch: Soomaaliweyn, Arabisch: الصومال الكبير) omvat de regio's in of nabij de Hoorn van Afrika waarin etnische Somaliërs wonen.
Het gebied omvat het voormalige Brits-Somaliland (Somaliland), Italiaans-Somaliland (Somalië), Frans-Somaliland (Djibouti), Socotra (kleine archipel van Jemen behoort), Ogaden (het hedendaagse Somalische Gewest in Ethiopië) en Kaskazini-Mashariki (de noordoostelijke provincie in Kenia).
Groot-Somalië
| Vlag | Naam                | Hoofdstad | Oppervlakte | Huidige land  |
| ---- | ------------------- | --------- | ----------- | ------------- |
|      | Somalië             | Mogadishu | 637.657 km² | Onafhankelijk |
|      | Djibouti            | Djibouti  | 23.200 km²  | Onafhankelijk |
|      | Socotra             | Hadiboh   | 3800 km²    | Jemen         |
|      | Ogaden              | Jijiga    | 279 252 km² | Ethiopië      |
|      | Kaskazini-Mashariki | Garissa   | 127.197 km² | Kenia         |